# Don't Tell a Soul
Don't Tell a Soul è il sesto album discografico del gruppo musicale statunitense dei The Replacements, pubblicato nel 1989.

## Tracce
Le tracce sono di Paul Westerberg, tranne dove indicato.
Versione originale
1. Talent Show – 3:32
2. Back to Back – 3:22
3. We'll Inherit the Earth – 4:22
4. Achin' to Be – 3:42
5. They're Blind – 4:37
6. Anywhere's Better Than Here – 2:49
7. Asking Me Lies – 3:40
8. I'll Be You – 3:27
9. I Won't – 2:43
10. Rock 'n' Roll Ghost – 3:23
11. Darlin' One (Westerberg/Stinson/Dunlap/Mars) – 3:39

2008 CD reissue bonus tracks
1. Portland - 4:28
2. Wake Up - 2:13
3. Talent Show (Demo Version) - 2:54
4. We'll Inherit the Earth (Mix 1) – 4:02
5. Date to Church (with Tom Waits) - 3:49
6. We Know the Night - 3:28
7. Gudbuy t'Jane (Noddy Holder/Jim Lea) - 4:09

## Formazione
- Paul Westerberg - chitarre, voce
- Tommy Stinson - basso
- Chris Mars - batteria, cori
- Silm Dunlap - chitarra
- Chris Lord-Alge - piano, synth